# Ranchería

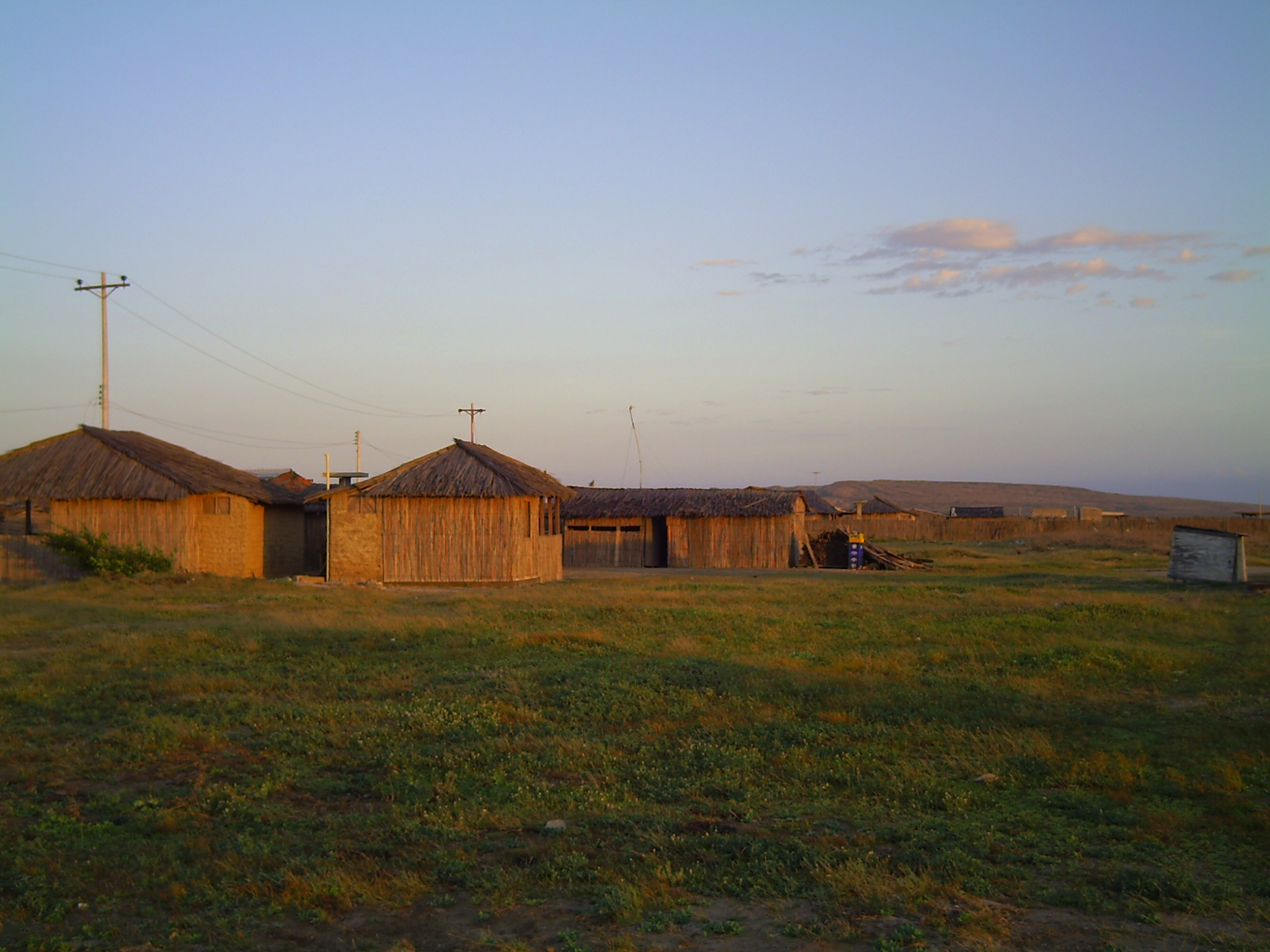
Wayuu rancheria, située dans la péninsule de Guajira, en Colombie

Le mot espagnol ranchería, ou rancherío, désigne un petit village rural. 
En Amérique, le terme s’appliquait aux villages ou dortoirs indigènes,. 
Les Anglais ont adopté le terme avec ces deux significations, généralement pour désigner la zone résidentielle d’un rancho dans le sud-ouest américain, habritant des propriétaires de ranchs autochtones et leurs familles. Le terme est encore utilisé dans d'autres parties de l'Amérique espagnole ; par exemple, les tribus Wayuu du nord de la Colombie appellent leurs villages rancherías. 
L'encyclopédie Columbia la décrit comme un type d'établissement communautaire autrefois caractéristique des Indiens Yaqui de Sonora, des Tepehuanes de Durango, au Mexique, et de divers petits groupes amérindiens du sud-ouest des États-Unis, en particulier en Californie. Ces groupes d'habitations étaient moins permanents que les pueblos (voir Pueblo) mais plus que les camps des Amérindiens migrateurs. 
Le terme pourrait être appliqué aux établissements des Indiens de mission de Californie autres que les missions espagnoles, comme Maugna du peuple Tongva. 

## Histoire
En Californie, le terme fait référence à un total de 59 établissements indiens établis par le gouvernement américain, dont 54 entre 1906 et 1934, pour les survivants de la population autochtone. L'université d'État de San Diego conserve une référence intitulée Indiens de Californie et leurs réservations: Dictionnaire en ligne. On peut y lire : 
« Terme espagnol pour petits établissements indiens. Les rancherías sont une institution californienne particulière. Autour d’un établissement indien une petite superficie de terre a été mise de côté pour créer une ranchería. Certaines rancherías se sont développés à partir de petites communautés d’Indiens à la périphérie des colonies de peuplement qui fuyaient les Américains ou pour éviter l’expulsion vers les réserves. […] Avec l’adoption de la loi publique 83-280 au milieu des années 1950, mettant fin à la surveillance et aux contrôles fédéraux des tribus californiennes, une quarantaine d’éleveurs ont perdu le droit à certains programmes et leurs terres n’avaient plus la protection du statut fédéral. En 1983, un procès a permis de rétablir la reconnaissance fédérale à 17 rancherías, tandis que d’autres attendent toujours l’annulation de leur licenciement ».
Le mot a migré vers le nord lors de la ruée vers l'or du canyon du Fraser sous une forme adaptée, rancherie. Il survit en Colombie-Britannique en tant que mot un peu archaïque, mais toujours utilisé, dans les zones rurales et les petites villes, ainsi que, de façon générale, l’utilisation de l’anglais par les Premières Nations, c’est-à-dire qu'il désigne la zone résidentielle d’une réserve indienne. Cela signifie surtout le quartier résidentiel historique, par opposition aux nouveaux lotissements. Il a ensuite été étendu pour englober d'autres communautés résidentielles non blanches, telles que la Kanaka Rancherie au début de Vancouver, en Colombie-Britannique, qui a accueilli les résidents de Kanaka (hawaïens) de la ville. Sous une forme encore plus tronquée, le ranche a été utilisé pour désigner la partie tlingite de Sitka, en Alaska.

## Voir également
- Réserve indienne, Canada
- Réservation indienne